# 広島県立広島中学校・高等学校
広島県立広島中学校・高等学校（ひろしまけんりつ ひろしまちゅうがっこう・こうとうがっこう）は、広島県東広島市高屋町中島に所在し、中高一貫教育を提供する県立中学校・高等学校。
略称は「県広」。

## 概観

### 学校全体
県立の中高一貫のモデル校として2004年に開校した。2023年5月1日時点での生徒数は中学校が477名（女子生徒282名）、高等学校が678名（女子生徒285名）“広島県教育委員会 令和５年度公立学校基本数”. 2024年9月23日閲覧。
なお、旧制広島高等学校（広島大学総合科学部の前身校）との関連性はない。また、広島工業大学附属広島高等学校（現・広島なぎさ高等学校）も広島工業大学附属を冠せずに単に「広島高等学校」と称していた時期もあったが、こちらとの関連性もない。
寮があり、広島県内の全域から生徒が多く集まっている。なお、広島県に住民票を有していない人は受験する事ができない。

### 校訓
高い知性 豊かな感性 強い意志
- 知性 ： 確かな学力、科学的・論理的な思考力、的確な判断力、豊かな創造力・表現力
- 感性 ： 他人を思いやる心などの豊かな人間性、社会性や規範意識、多文化を理解する態度
- 意志 ： 困難を乗り越える精神力・体力、高い目的意識、責任ある行動力、自主的に学ぶ姿勢

### 教育方針
6年間の計画的・継続的な教育活動により幅広く深い教養と高い知性を培い、グローバル化時代において活躍することのできる人材を育成する。

### 教育目標
持続可能な社会の構築に貢献できるグローバルリーダーを育成する。
- 中学校

学習意欲を喚起し、基礎・基本の確実な定着を図るとともに国際感覚を培い、心豊かなたくましい人材を育成する。
- 高等学校

知性を高め、感性を磨き、意志を鍛える教育活動を通して、国際社会に貢献できる全人的な力を持った人材を育成する。

### 中期達成目標
- 主体的に学ぶ県広生　90％以上
- グローバル・コア・コンピテンシーを身に付けた県広生　90％以上
- SGU等（医学部医学科を含む）国公立大学合格者数　90名以上（難関大学45名（最難関15名），広島大学45名以上）

## 沿革
- 2004年 - 新設。初代校長に番本正和就任。
- 2007年 - 文部科学省より2007年度研究開発校に指定された。
- 2008年 - 校長に榊原恒雄就任。
- 2015年 - スーパーグローバルハイスクール（SGH）に認定
- 2017年 - 榊原恒雄校長の退任後、吉村薫校長が就任。
- 2019年 - 吉村薫校長の退任後、諸藤孝則校長が就任。
- 2022年 - 諸藤孝則校長の退任後、豊田由之校長が就任。

## 象徴

### 校章
広島の｢ひ｣を基本に、｢翼｣｢広島県の木(花)モミジ｣｢未来に向かって輝く太陽｣をイメージした造形を組み合わせている。
3つの翼は、3つの校訓を表し未来にはばたく生徒の姿をイメージしたデザインである。

### 校歌

#### 広島県立広島中学校・高等学校校歌
―小さな光を大きな夢に―
（作詞・作曲　細川俊夫）

#### 凌雲の志
（作詞　村上悦雄、作曲　原一千代）
この曲は設立当初の教頭が作詞、音楽教師が作曲を担当した、校訓や校風がよく表れた曲である。

### 制服・服装

#### 制服
- 男子は学ランが採用されている。色は濃紺でホックはない。
- 令和5年度から女子の防犯・防寒の観点より女子用スラックスが導入された。
- 素材は男女ともに再生ポリエステルである。
- 上着のボタンと袖のカフスボタンには校章が入っている。
- セーターを着用しての登校は不可。

#### 服装
- 各学年にカラーがあり、ジャージーや名札、上履き、シラバスの色に使われる。

　　ジャージのカラーは濃青、深緑、エンジ、水色、黄緑、ピンクである。
このカラーは在学中は変わらず、次年度は中学1年が前年度の高校3年のカラーを使用する。
- 夏服は開襟のシャツである。男子はシャツをスラックスから出すことが許されないが、女子はスカートにシャツを入れることが許される。
- 指定のベストでの登下校は可能だが指定のセーターのみでの登下校は不可である。セーターで登下校する場合は必ず上着を持っておくこと。しかし、同じ防寒着扱いのコート、ウィンドブレーカー着用の登下校は可能である。
- 女子は靴下が指定、2019年度から新ソックスを使用。以前は膝下までの長さだったものが丈が短くなった。夏冬兼用。2019年度以降も長いソックスの使用可。破れやすい。男子は指定でなく、白でも黒でもいい。ワンポイントまで可。
- 女子は冬にタイツやストッキングの着用が可能。しかし、その上から靴下を履く必要がある。
- 衣替えがないため服装は各自が判断する。このため夏に上着を着たり冬に半袖で過ごすことも可能。儀式の際には統一する。
- 2023年度から長袖シャツの第一ボタンの解放が許可された。

### スローガン
2016年度よりスローガンとして「夢」「挑戦」「創造」が挙げられている。

## 特色
- 中学・高校ともに、1時限50分授業である(2013年度から)。それまでは1時限55分授業であった。
- 2017年度より、毎週水曜日は定時退校日として17時に生徒は完全下校しなくてはならない。（通常時の完全下校時刻は、中学生は18：15 冬季期間17：45、高校生は通年18：45である。）
- 運動会、大学入試の激励会、卒業式などの行事では男子生徒がニュージーランドの先住民族、マオリ族の伝統舞踊である「HAKA」を上半身裸で踊る。(なお、近年はHAKAは上下体操服で行われるように、これまでの風習が見直された。)

- 校訓をモチーフとしたスクールHAKAが代々受け継がれているが、2020年の春、卒業生によって「Te mauahara（逆境）」という創作HAKAが新たに寄贈された。2019年度の運動会では6種類のHAKAが計7回披露されるなど、HAKAという文化は全校生徒に愛され、尊敬されている。また運動会前には中学校1年生から高校2年生までを対象に短期入寮が行われる。所謂HAKA合宿である。上級生は下級生に運動会で披露するスクールHAKAを教えることを通し、異学年での親睦を深める。なお短期入寮については、2020年度は中止。また翌年、2021年度は文化祭、運動会ともに中止となった。体操はラジオ体操第二が行われる。（運動会・体育科の準備体操）

### 中学
- 論理的思考力・表現力を養うための研究開発校（2007年度より三年間の指定）として、中学校に「ことば科」を設けている。「論理」と「ロジカル・コミュニケーション」(ロジコミ)がある。
- 修学旅行は沖縄である。

### 高校
- 高校3年次には総合的な学習で卒業研究という論文が課される。
- 高校の体育の授業として弓道を必修としている。
- 高校2年生の修学旅行はハワイである。2009年度にはインフルエンザの世界流行のため、予定変更がなされ、北海道と東京の国内旅行になった。また、2020年度の修学旅行は新型コロナウイルスの影響により中止となった。

2021年は新型コロナウイルスの影響により北海道への国内旅行が予定されていたが九州方面の旅行と変更になった。2022年も同様に新型コロナウイルスの影響により、東京方面への国内旅行へと変更された。
・2023年度の修学旅行は、修学旅行説明会での検討の末、沖縄とハワイの2か所に分かれる形へと変更された。
- 国公立大学合格率70%を目標にしている。結果は1期生が70%（五捨六入）、2期生が70%(切り上げ)であった。
- 全員参加の英語スピーチコンテストが毎年行われている。
- 2021年度、学校創立以来のことである、現役医学科合格生徒が10人を超えた。（11人）

## 生徒会執行部

### 中学校生徒会執行部
基本的に会長1名、副会長1名、執行委員5名で構成されている。
生徒会役員1名につき委員会が1つ割り振られており、生徒会が委員会を監視している。
役員選挙は例年1月に行われている。なお、ここ数年は立候補者数が減少しており、信任投票になることも多い。

### 高等学校生徒会執行部
中学校と同様に会長1名、副会長1名、執行委員5名で構成されている。
(ただし令和５年度の生徒会は現状、会長1名、副会長1名、執行委員3名と欠員が生じている。)
生徒会役員1名につき委員会が1つ割り振られており、生徒会が委員会を監視している。
役員選挙は例年2月に行われている。なお、高校生徒会も中学と同様に、ここ数年は立候補者数が減少しており、信任投票になることも多い。

## 委員会
任期は一年であるが再任も可能。特筆しない限り各クラスから2名選出し、各委員会から委員長、副委員長、書記(または書記級幹部)を選出される。委員会の兼任は出来ないが、特別委員会及び、部活動部長会のみ兼任が可能である。

### 生徒評議委員会
生徒総会に次ぐ議決機関である。評議委員会は中高合同委員会、中学校評議委員会、高校生評議委員会からなる。主に各学級の意見具申を行い、組織運営に携わる。

### 専門委員会
専門委員会では各分野で自治的活動を行う執行機関である。各委員会に高校生徒会執行役員が1名ずつ派遣される。
- 風紀委員会

- 美化委員会
- ボランティア委員会
- 保健委員会
- 図書委員会

### 拡大委員会
各大委員会は中高合同で設置され中高生徒会執行役員14名、中高各専門委員会委員長10名、高校各特別委員会委員長2名、高校各部活動部長会会長2名で構成される。拡大委員会は各執行機関の企画、計画の作成調整及び、予算案の検討調整にあたる。

### 特別委員会
文化祭、運動会、球技大会の運営を行う。本部は希望者で構成され、そこから委員長、副委員長級幹部が選出される。
- 文化祭実行委員会
- 運動会実行委員会

### 部活動部長会
部活動部長によって構成される。各部長会に部長会長を1名定め、然るべき会合等に出席する。
- 文化部部長会
- 運動部部長会

### 選挙管理委員会
生徒会執行役員選出の選挙運営を行う。

### 監査委員会
中高評議委員の中から3名ずつ選出される。監査委員会は運営、執行、会計の監査を行う。

## 部活動
生徒5人と顧問を集め、教師の3分の2以上の承認が必要。

### 運動部
- サッカー部
- 卓球部
- テニス部
- 軟式野球部
  - 2016年 - 第61回春季広島県高等学校軟式野球大会、広島県立広島高校 優勝
  - 2017年 - 第62回秋季広島県高等学校軟式野球大会、広島県立広島高校 準優勝
- バドミントン部
- バスケットボール部
- バレーボール部
- 陸上競技部
- 剣道部
- 弓道部
- 柔道部（2022年度現在、部員0人のため活動停止中）
- 登山部（高等学校のみ）

### 文化部
- 科学研究部
- 情報部（高等学校のみ）
- 英会話部
- 茶華道部
- 美術部
- 文芸部
- 囲碁・将棋部
- 吹奏楽部
  - 【広島中学校】全日本吹奏楽コンクールの記録
    - 2007年8月 - 広島県大会 中学B部門、[自] 子供の領分
    - 2008年8月 - 広島県大会 中学B部門、[自] バレエ組曲《シルヴィア》
    - 2009年8月 - 広島県大会 中学B部門、[自] レガシー
    - 2010年8月 - 広島県大会 中学B部門、[自] じんじん～沖縄わらべ歌より～、指揮：台木 雅貴、金賞
    - 2011年8月 - 広島県大会 中学B部門、[自] グリーン・ヒルズ・ファンタジー 、指揮：台木 雅貴、金賞
    - 2012年8月 - 広島県大会 中学B部門、[自] 元禄、指揮：台木 雅貴、金賞
    - 2013年8月 - 広島県大会 中学A部門、課題曲Ⅳ、レパントの海戦 、指揮：台木 雅貴、銀賞　（★初A部門出場）
    - 2014年8月 - 広島県大会 中学A部門、課題曲Ⅲ、白墨の輪へのオマージュ〜グルシェの愛〜 、指揮：中川 晃一、銀賞
    - 2015年8月 - 広島県大会 中学A部門、課題曲Ⅱ、伝説のアイルランド、指揮：柿内 香予、銀賞
    - 2016年8月 - 広島県大会 中学A部門、課題曲Ⅰ、喜歌劇《伯爵夫人マリツァ》より セレクション、指揮：柿内 香予、銀賞
    - 2017年8月 - 広島県大会 中学A部門、課題曲Ⅳ、喜歌劇《微笑みの国》より セレクション、指揮：柿内 香予、銀賞
    - 2018年8月 - 広島県大会 中学A部門、課題曲Ⅱ、喜歌劇《ロシアの皇太子》より セレクション、指揮：柿内 香予、銀賞

  - 【広島高校】全日本吹奏楽コンクールの記録
    - 2022年8月 - 広島県大会 高校A部門、課題曲Ⅲ、 喜歌劇《天国と地獄》 より 序曲、指揮：平川 宏、Gold 金賞　（中高で出場）

- 放送部
- 演劇部
- 箏曲部
- 数学研究会

## 最寄り駅
- JR山陽本線西高屋駅 - 徒歩10分
- 芸陽バス　西高屋駅バス停 - 徒歩5分